# Wilmore (Kentucky)
Wilmore is een plaats (city) in de Amerikaanse staat Kentucky, en valt bestuurlijk gezien onder Jessamine County.

## Demografie
Bij de volkstelling in 2000 werd het aantal inwoners vastgesteld op 5905.
In 2006 is het aantal inwoners door het United States Census Bureau geschat op 5876, een daling van 29 (-0,5%).

## Geografie
Volgens het United States Census Bureau beslaat de plaats een oppervlakte van
6,8 km², geheel bestaande uit land. Wilmore ligt op ongeveer 232 m boven zeeniveau.

## Plaatsen in de nabije omgeving
De onderstaande figuur toont nabijgelegen plaatsen in een straal van 24 km rond Wilmore.